# Вранич
Вранич (на сръбски: Вранић) е село в община Бараево, Белградски окръг, Сърбия.

## География
Намира се в северозападната част на общината, югозападно от село Меляк и северозападно от село Шиляковац.

## Население
Населението на селото възлиза на 4233 жители (2011 г.).
Етнически състав (2002)
- сърби – 3754 жители (96,28%)
- черногорци – 23 жители (0,58%)
- хървати – 14 жители (0,35%)
- македонци – 11 жители (0,28%)
- югославяни – 3 жители (0,07%)
- унгарци – 2 жители (0,05%)
- други – 4 жители (0,08%)
- недекларирали – 37 жители (0,94%)